# Tiếng Lào Bóc
Tiếng Lào Bốc hay tiếng Sun Lào (tiếng Thái: ภาษาซึนลาว, phát âm tiếng Thái: [Pha-xả Xun Lào]) là một ngôn ngữ thuộc ngữ chi Thái được sử dụng ở tỉnh Lai Châu, vùng Tây Bắc Việt Nam.